# Chillaa
Chillaa är det andra studioalbumet av den finländska sångaren Robin. Det gavs ut den 5 oktober 2012 och innehåller 10 låtar.

## Låtlista
| Nr  | Titel                 | Längd |
| --- | --------------------- | ----- |
| 1.  | Chillaillaan          | 3:28  |
| 2.  | Puuttuva Palanen      | 3:17  |
| 3.  | Luupilla Mun Korvissa | 3:09  |
| 4.  | Biologiaa             | 3:46  |
| 5.  | Biisi Ystäville       | 3:16  |
| 6.  | Kaunis Luonnostaan    | 3:03  |
| 7.  | Paniikkiin            | 3:11  |
| 8.  | Häröilemään           | 3:17  |
| 9.  | Sisko                 | 3:12  |
| 10. | Haluun Sun Palaavan   | 3:54  |

## Listplaceringar
| Lista   | Topplacering |
| ------- | ------------ |
| Finland | 1            |